# Neontologi
Neontologi är det biologiska studiet av idag levande organismer, eller mer generellt, organismer som förekommer under holocen. Det är studiet av nu levande taxa, som arter, släkten och familjer, i motsats till studiet av taxa där alla arter är utdöda, det vill säga paleontologi.

## Källa
- Kjetil Lysne Voje (2015) Neontologi, Store Norske Lexikon